# Armin L. Robinson
Armin Lackenbach Robinson (geboren als Armin Lackenbach 23. Februar 1900 in Wien, Österreich-Ungarn; gestorben 12. September 1985 in Bad Ischl) war ein österreichischer Musikverleger und Textdichter, der seinen beruflichen Höhepunkt im Berlin der späten 1920er und frühen 1930er Jahre erlebte.

## Leben

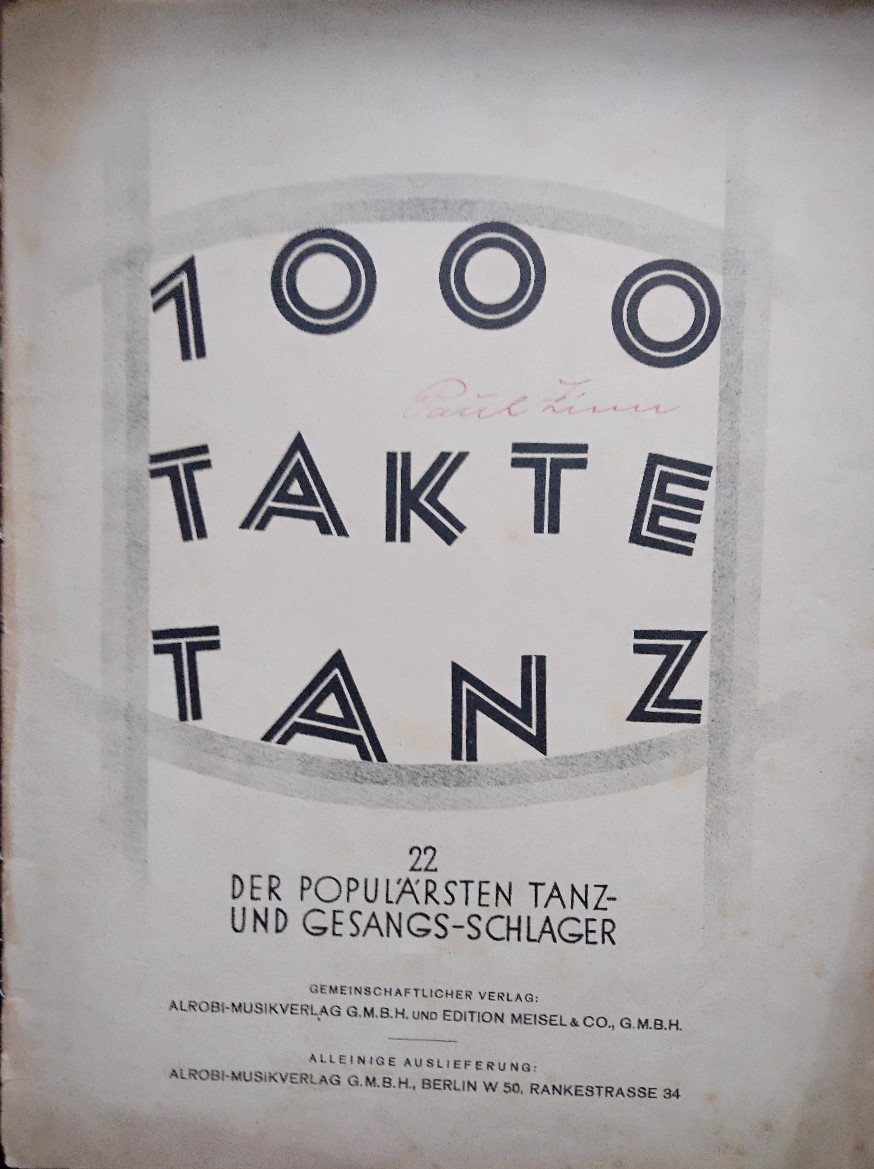
1000 Takte Tanz (1930)

Armin Lackenbach war der Sohn von Béla Lackenbach und Regina Robinson, einer Opernsängerin. Er wandte sich ebenfalls der Musik zu, legte sich im Anklang an die Eltern seinen Künstlernamen zu und wurde zu einem erfolgreichen Musikverleger und Textdichter. Seine Ehefrau, die Soubrette Trude Lieske, spielte zur Glanzzeit der „Goldenen Zwanziger-Jahre“ in zahlreichen Revuen und Operettenaufführungen Hauptrollen.

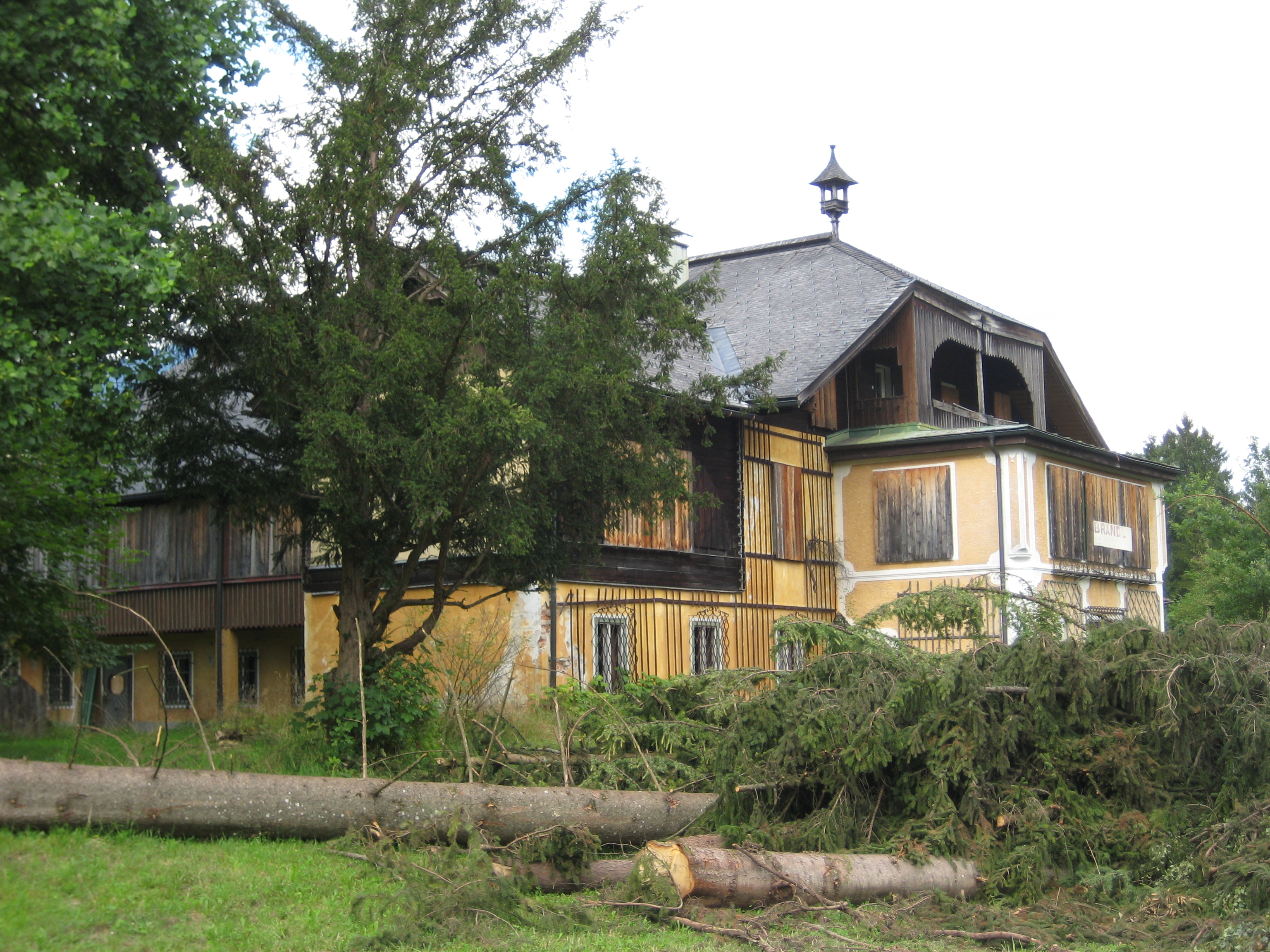
Haidenhof, heutige Ansicht

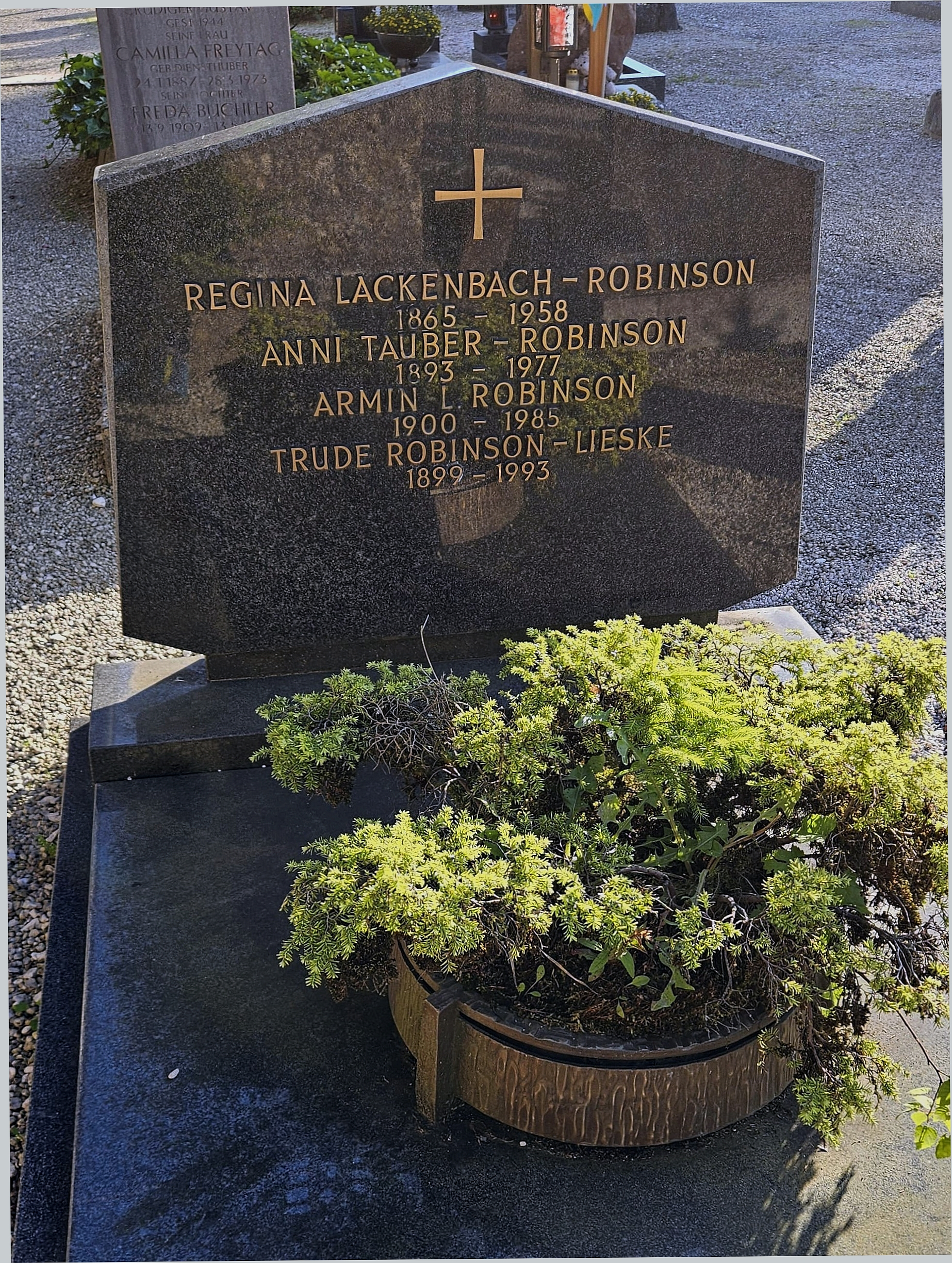
Grabstein auf dem Friedhof Bad Ischl

Robinson gründete zusammen Viktor Alberti die Verlagsgruppe Alrobi. Zu den bekanntesten Unternehmen dieser Gruppe gehörten neben dem namengebenden Musikverlag Alrobi auch die teilweise heute noch existierenden Unternehmen Doremi, Drei Masken, Alberti und Charivari. Robinson war mit Aufkommen des Tonfilms auch an der Gründung des Ufaton-Verlags beteiligt. Zu den großen Entdeckungen von Armin L. Robinson gehörte der Komponist Paul Abraham, dessen Erfolgsstücke wie Viktoria und ihr Husar, Die Blume von Hawaii und Ball im Savoy er Anfang der 1930er-Jahre verlegte.
Neben seiner Tätigkeit als Verleger war Robinson auch ein gefragter Textdichter für populäre Lieder von Oscar Straus, Paul Abraham, Ralph Benatzky und vor allem auch Robert Stolz. Zu seinen bekannten Schlagern gehören Zwei Herzen im Dreivierteltakt, Auch du wirst mich einmal betrügen, Wenn wieder Frühling ist oder Ich hab 'ne alte Tante, wobei ihm oft Walter Reisch oder Robert Gilbert als Ko-Autoren zur Seite standen.
Nach der Machtübernahme durch die Nationalsozialisten floh Robinson aus Berlin in die Schweiz, wo er 1934 in Zürich die Musikverlag und Bühnenvertrieb AG gründete. In seiner Heimat Österreich war er oft in seiner Villa Haidenhof in Bad Ischl. 1938 musste er auch Österreich verlassen. 1941 ging er mit seiner Frau ins Exil in die USA. Nach dem Krieg zurückgekehrt, lebte er im schweizerischen Ascona und in München. Bei seinen Aufenthalten in Bad Ischl, wo er später auch seinen Lebensabend verbrachte, wirkte Robinson zusammen mit seiner Frau vor allem auf gesellschaftlicher Ebene als „Mittelpunkt eines Operettennetzwerkes“. Seine Verlage hatte er nach seiner Rückkehr nach Europa als Restitution zurückerhalten und später an die Ufa verkauft. Sein Grab befindet sich auf dem Friedhof Bad Ischl.